# Darýa Semýonowa
Darýa Semýonowa, il cui nome è frequentemente trascritto come Darya Semyonova (Aşgabat, 28 maggio 2002), è una nuotatrice turkmena.

## Biografia
La Semýonowa ha cominciato a gareggiare a livello internazionale da giovanissima: tredicenne, ha partecipato ai campionati mondiali di nuoto 2015 disputati a Kazan', nei 50 e nei 100 metri rana, venendo eliminata in entrambi i casi in batteria (59° e 65° posto rispettivamente).
L'anno successivo ha vestito i colori del suo paese alle olimpiadi di Rio de Janeiro 2016: fu 41a nei 100 metri rana, e pur non qualificandosi al turno successivo, riuscì a vincere la prima delle batterie. Ai campionati asiatici di nuoto dello stesso anno si è classificata al sedicesimo posto sia nei 50 che nei 100 metri rana.
Nel 2017 ha preso parte ai V Giochi asiatici indoor e di arti marziali ospitati proprio dal Turkmenistan, nella capitale Aşgabat. La Semýonowa sfiorò la finale dei 100 metri rana (nona), e chiuse all'undicesimo posto i 50 metri rana ed al dodicesimo i 50 metri dorso. Fu presente anche nelle staffette: ottavo posto nella 4x50 m e nella 4x100 m stile libero e nella 4x100 misti, settimo nella 4x50 misti.
Nel 2018 ha esordito ai campionati mondiali di nuoto in vasca corta, ancora una volta nei 50 e nei 100 metri rana, ottenendo rispettivamente il 42° e il 46º ed ultimo posto.
È tornata a disputare i mondiali in vasca lunga nel 2019 a Gwangju. Anche in quest'occasione fu presente nei 50 m e nei 100 m rana, venendo eliminata in entrambi i casi in batteria, con rispettivamente il 43° ed il 47° tempo. Nello stesso anno ha preso parte alla tappa di Doha della coppa del Mondo di nuoto, su tutte e tre le distanze della rana femminile: fu decima nei 200 m, dodicesima nei 50 m e tredicesima nei 100 m.
Per la sua seconda esperienza olimpica, a Tokyo 2020 replicò la partecipazione nei 100 m rana, chiudendo al trentanovesimo posto.